# نیدر-بیتووه
نیدر-بیتووه (به هلندی: Neder-Betuwe) یک شهرستان در هلند است که در خلدرلاند واقع شده‌است. نیدر-بیتووه ۷ متر بالاتر از سطح دریا واقع شده‌است.